# 19 de junho
1978 - Primeira publicação da tirinha Garfield. 
19 de junho é o 170.º dia do ano no calendário gregoriano (171.º em anos bissextos). Faltam 195 dias para acabar o ano.

## Eventos históricos

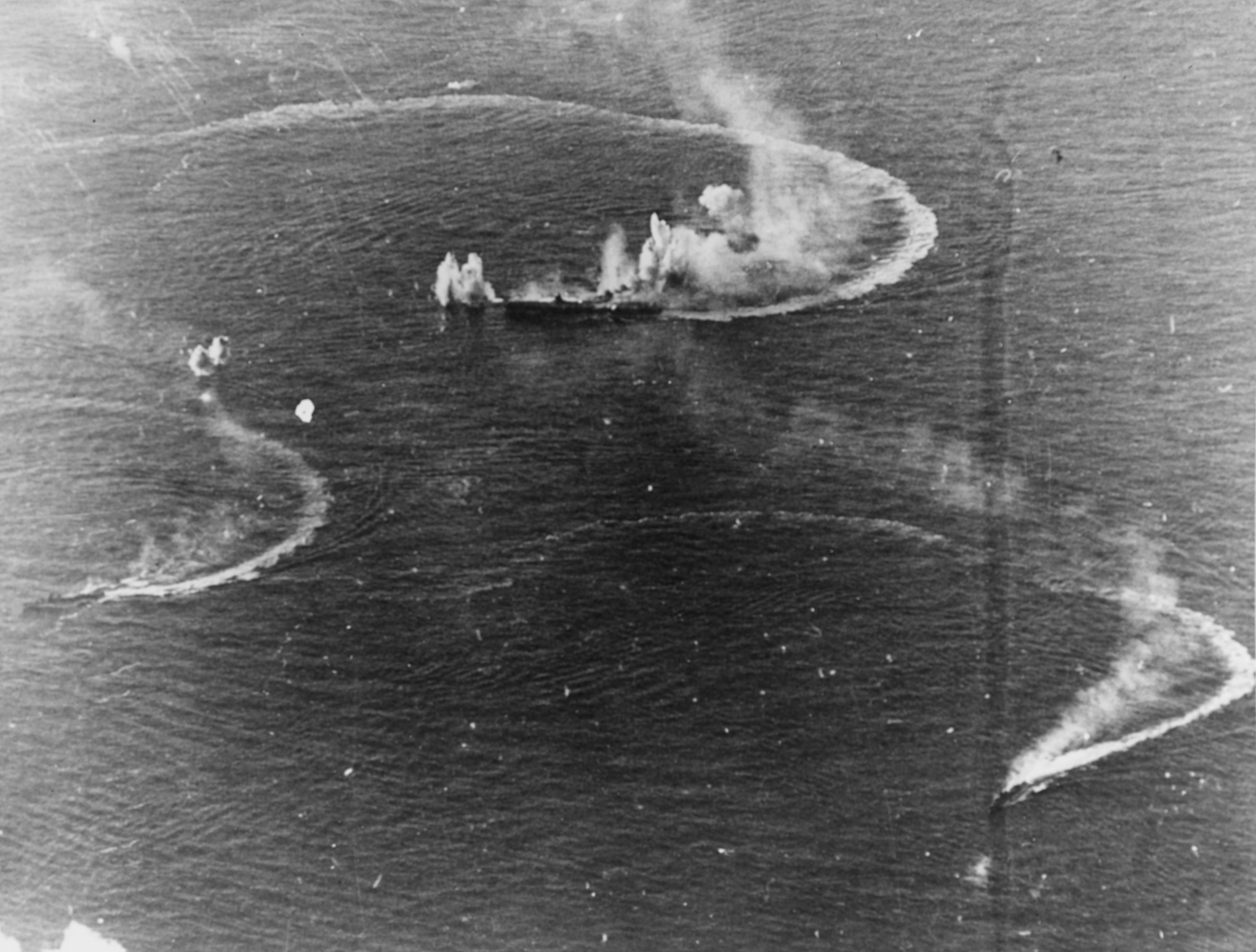
1944: Primeiro dia da Batalha do Mar das Filipinas

- 0325 — Apresentado o Credo Niceno original no Primeiro Concílio de Niceia.
- 1097 — Fim do Cerco de Niceia na Primeira Cruzada.
- 1179 — A Batalha de Kalvskinnet ocorre fora de Nidaros (atual Trondheim), Noruega. O conde Erling Skakke é morto e a batalha muda o rumo das guerras civis.[1]
- 1269 — Rei Luís IX da França ordena que todos os judeus encontrados em público sem um distintivo amarelo identificador sejam multados em dez libras de prata.
- 1306 — O exército do conde de Pembroke derrota o exército escocês de Bruce na Batalha de Methven.
- 1586 — Colonos ingleses deixam a ilha de Roanoke, depois de não conseguirem fundar o primeiro assentamento permanente da Inglaterra na América do Norte.
- 1667 — Segunda Guerra Anglo-Holandesa: começa o ataque ao Medway pela frota holandesa. Dura cinco dias e resulta na pior derrota da Marinha Real Britânica.
- 1718 — Pelo menos 73 000 pessoas morreram no terremoto Tongwei-Gansu de 1718 devido a deslizamentos de terra na dinastia Qing.[2]
- 1800 — Guerra da Segunda Coalizão: A Batalha de Höchstädt resulta na vitória francesa sobre a Áustria.[3]
- 1821 — Derrota decisiva da Sociedade dos Amigos pelos otomanos em Drăgășani (na Valáquia).
- 1850 — Princesa Luísa da Holanda casa-se com o príncipe herdeiro Carlos da Suécia-Noruega.
- 1862 — O Congresso dos Estados Unidos proíbe a escravidão em territórios dos Estados Unidos.
- 1867 — Maximiliano do México do Segundo Império Mexicano é executado por um pelotão de fuzilamento em Querétaro, Querétaro.
- 1875 — Começa a Revolta Herzegovina contra o Império Otomano.
- 1903 — Benito Mussolini, na época um socialista radical, é preso pela polícia de Berna por defender uma violenta greve geral.
- 1910 — O primeiro Dia dos Pais é comemorado em Spokane, Washington.
- 1915 — Toma posse em Portugal o 11.º governo republicano, chefiado pelo presidente do Ministério José de Castro.
- 1934 — Lei das comunicações cria a Comissão Federal de Comunicações (FCC) dos Estados Unidos.
- 1944 — Segunda Guerra Mundial: primeiro dia da Batalha do Mar das Filipinas.
- 1947 — O voo 121 da Pan Am cai no deserto da Síria perto de Mayadin, na Síria, matando 15 e ferindo 21.[4]
- 1949 — Primeira corrida da NASCAR é realizada no Charlotte Motor Speedway.
- 1961 — Kuwait declara independência do Reino Unido.
- 1964 — Aprovada a Lei dos Direitos Civis de 1964 depois de sobreviver a uma obstrução de 83 dias no Senado dos Estados Unidos.
- 1965 — Nguyễn Cao Kỳ torna-se primeiro-ministro do Vietnã do Sul à frente de uma junta militar; O general Nguyễn Văn Thiệu torna-se o chefe de Estado figurativo.
- 1970 — Assinado o Tratado de Cooperação em Matéria de Patentes em Washington, D.C.
- 1985 — Membros do Partido Revolucionário dos Trabalhadores Centro-Americanos, vestidos como soldados salvadorenhos, promovem um ataque à Zona Rosa de San Salvador.
- 1987 — O voo N-528 da Aeroflot cai no aeroporto de Berdiansk, na atual Ucrânia, matando oito pessoas.
- 1988 — Papa João Paulo II canoniza 117 mártires vietnamitas.
- 1990 — A atual lei internacional que defende os povos indígenas, a Convenção sobre os Povos Indígenas e Tribais, 1989, é ratificada pela primeira vez pela Noruega.
- 1991 — Termina a ocupação soviética da Hungria.
- 2009
  - Motins em massa envolvendo mais de 10 000 pessoas e 10 000 policiais irrompem em Shishou, China, devido às circunstâncias duvidosas em torno da morte de um chef local.
  - Guerra no Noroeste do Paquistão: as Forças Armadas paquistanesas abrem a Operação Rah-e-Nijat contra o Talibã e outros rebeldes islâmicos na área do Waziristão do Sul das Áreas Tribais Administradas Federalmente.
- 2012 — O fundador do WikiLeaks, Julian Assange, pede asilo na embaixada equatoriana em Londres por temer extradição para os Estados Unidos após a publicação de documentos previamente classificados, incluindo imagens de assassinatos de civis pelo Exército americano.
- 2019 — Ao menos 184 pessoas morrem durante onda de calor na Índia.[5]
- 2021 — O Brasil registra a marca de 500 000 mortos decorrente da pandemia de Covid-19.
- 2022 — O segundo turno das eleições presidenciais na Colômbia, resulta na vitória de Gustavo Petro que vence Rodolfo Hernández.[6]
- 2023 — Tiroteio no Colégio Estadual Professora Helena Kolody deixa 2 estudantes mortos em Cambé, no Paraná.

## Nascimentos

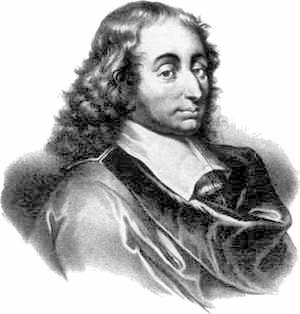
Blaise Pascal

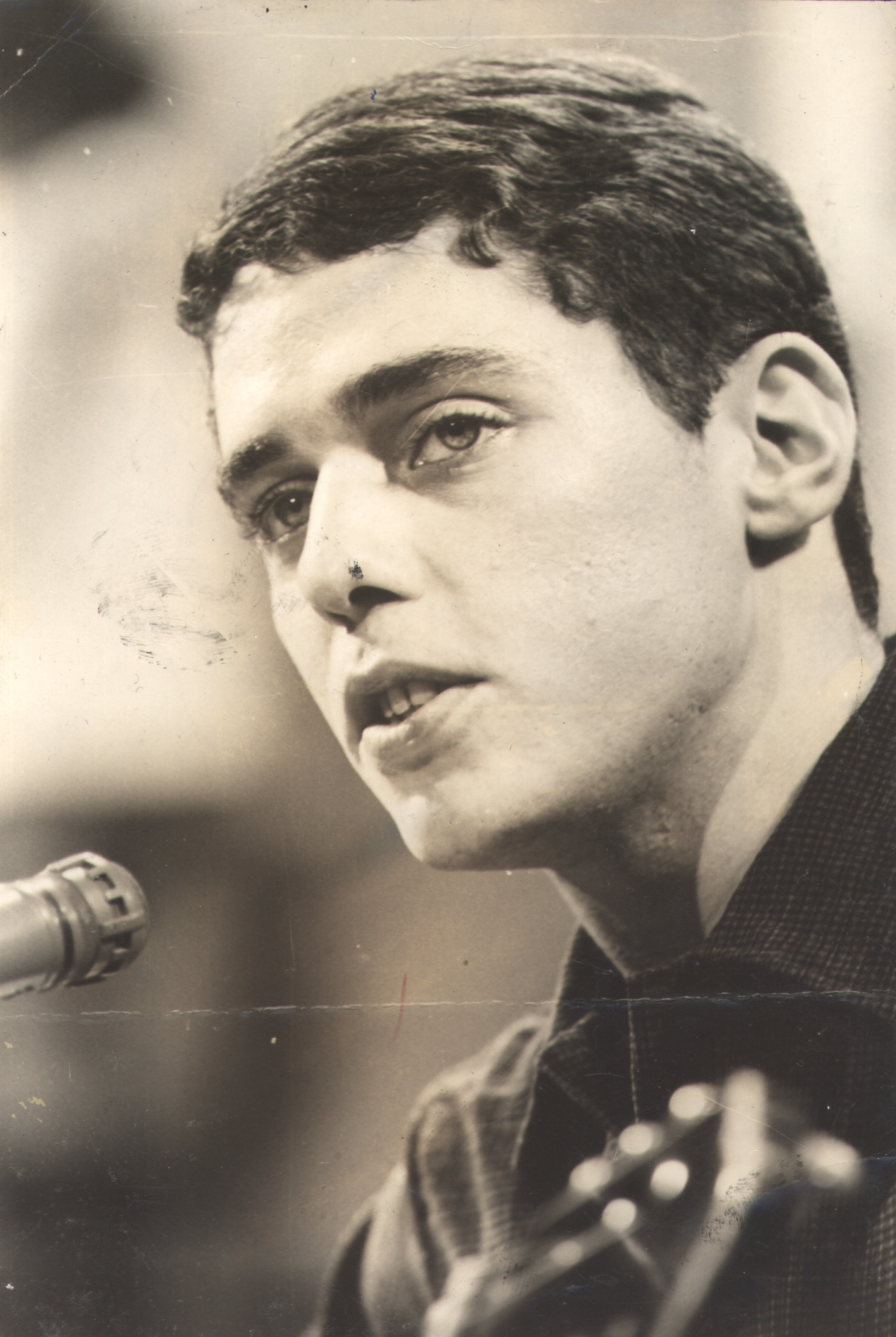
Chico Buarque

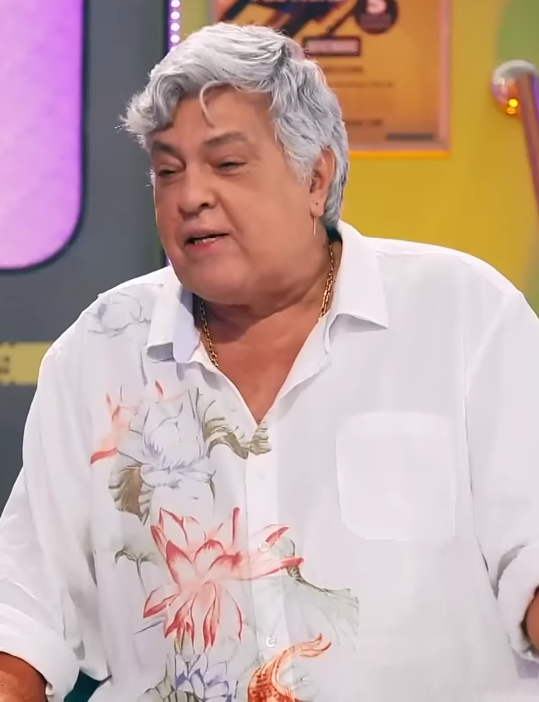
Sidney Magal

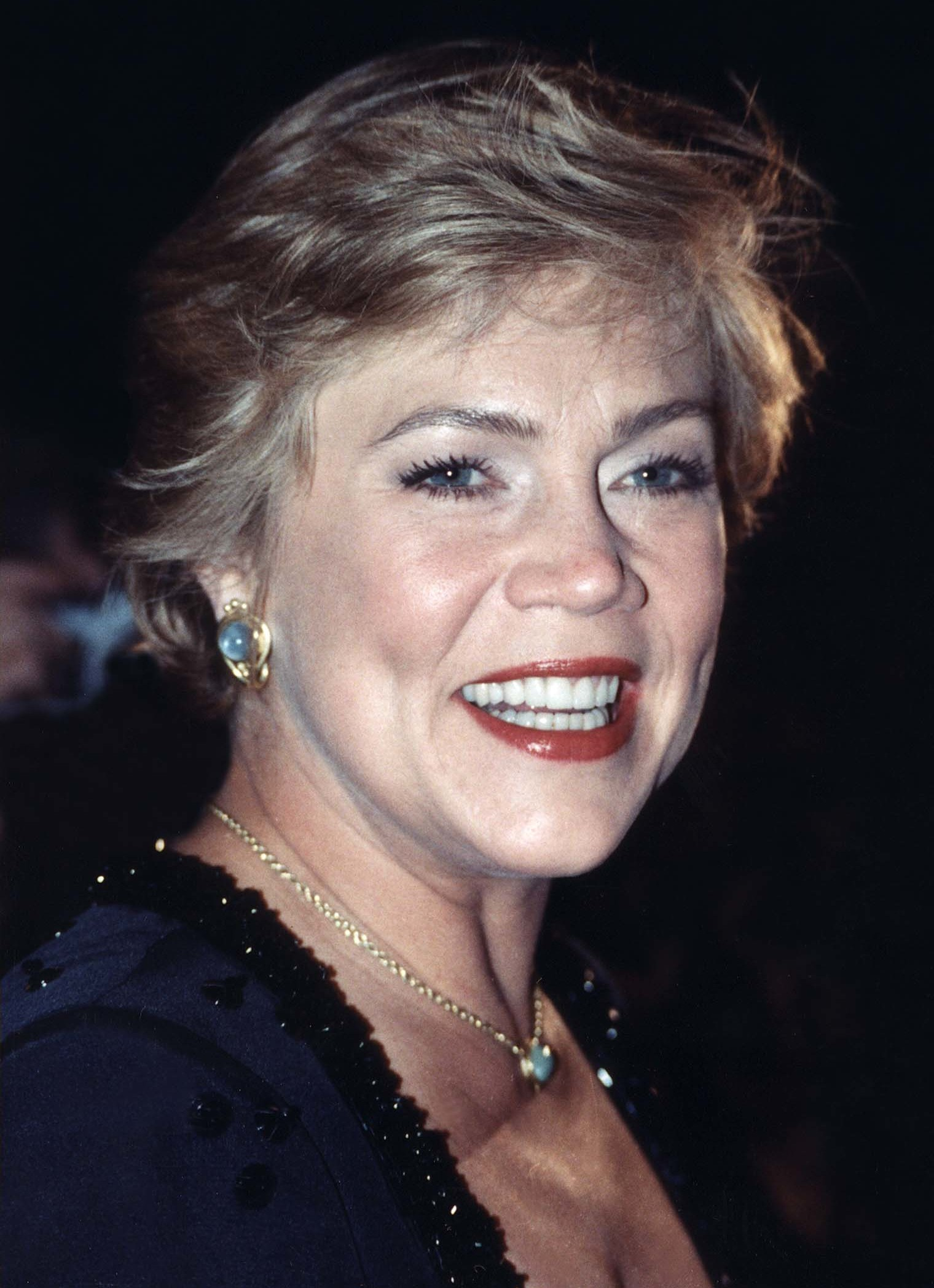
Kathleen Turner

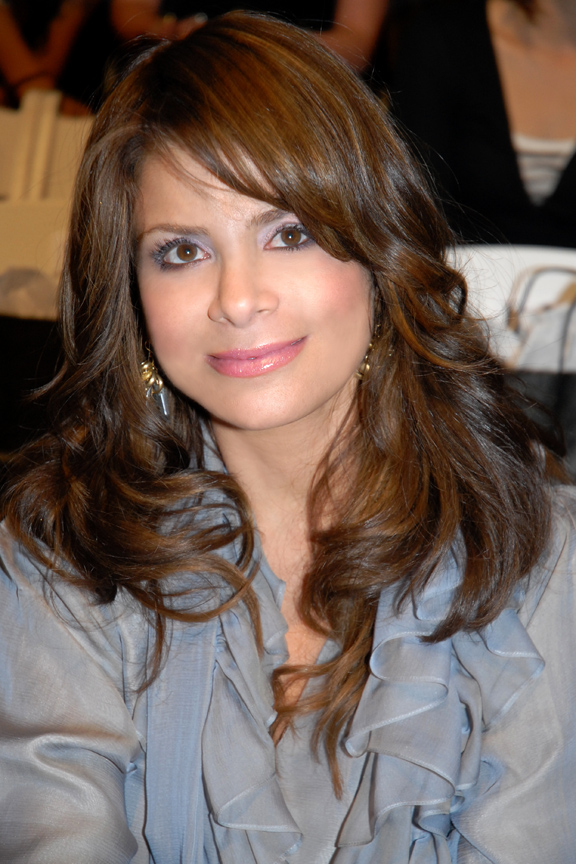
Paula Abdul

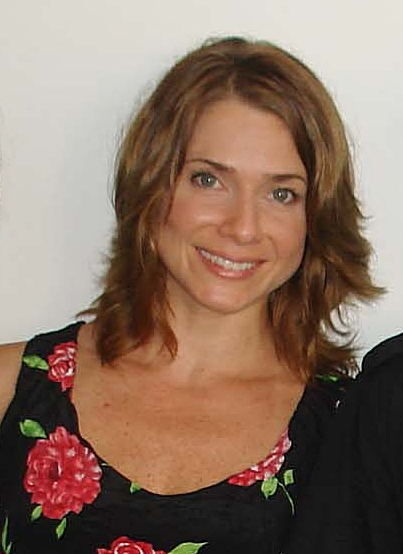
Leticia Spiller

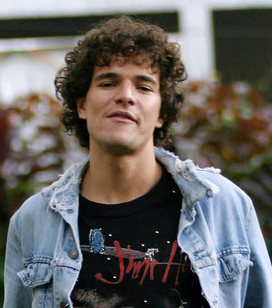
Daniel de Oliveira

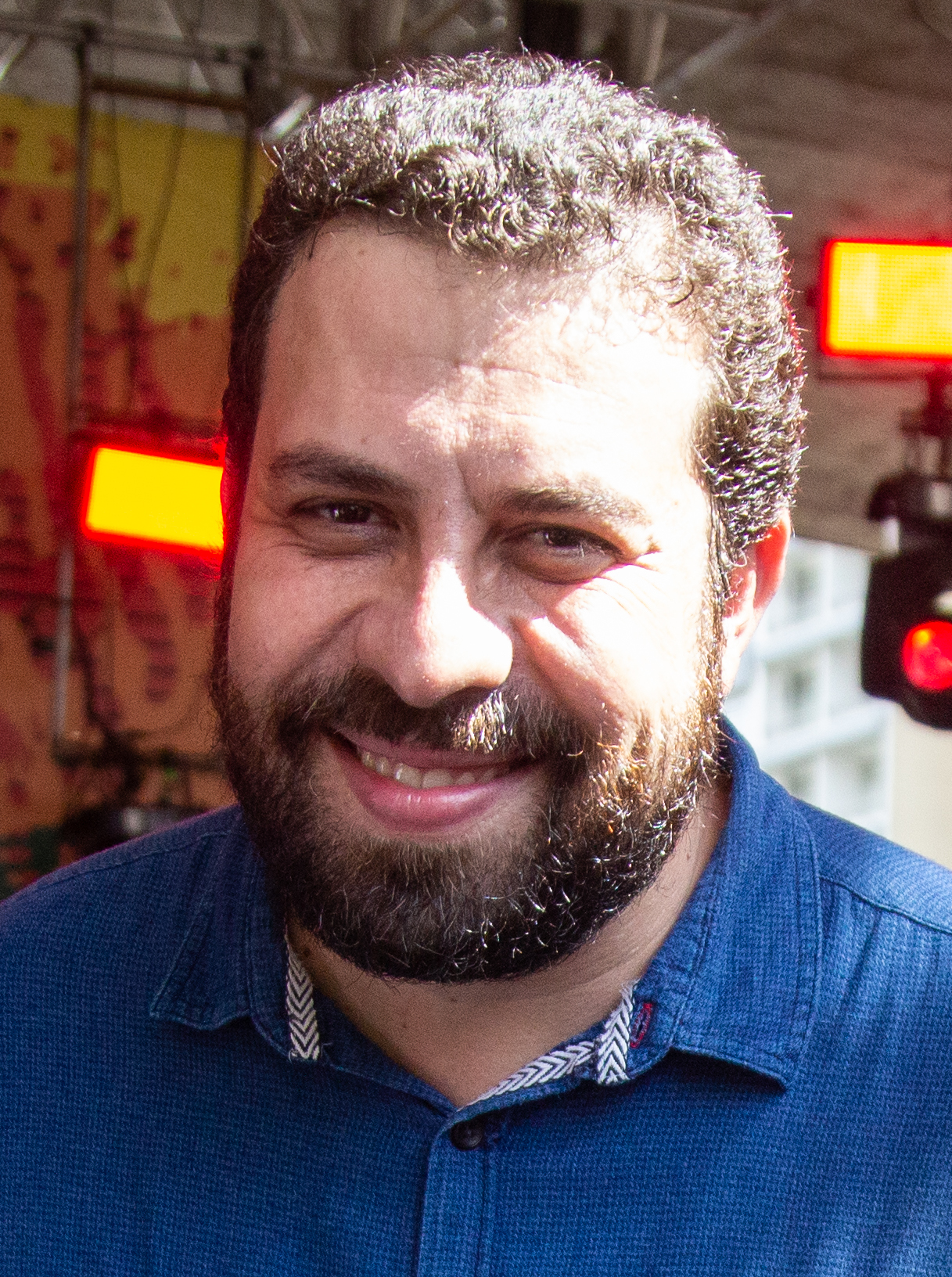
Guilherme Boulos

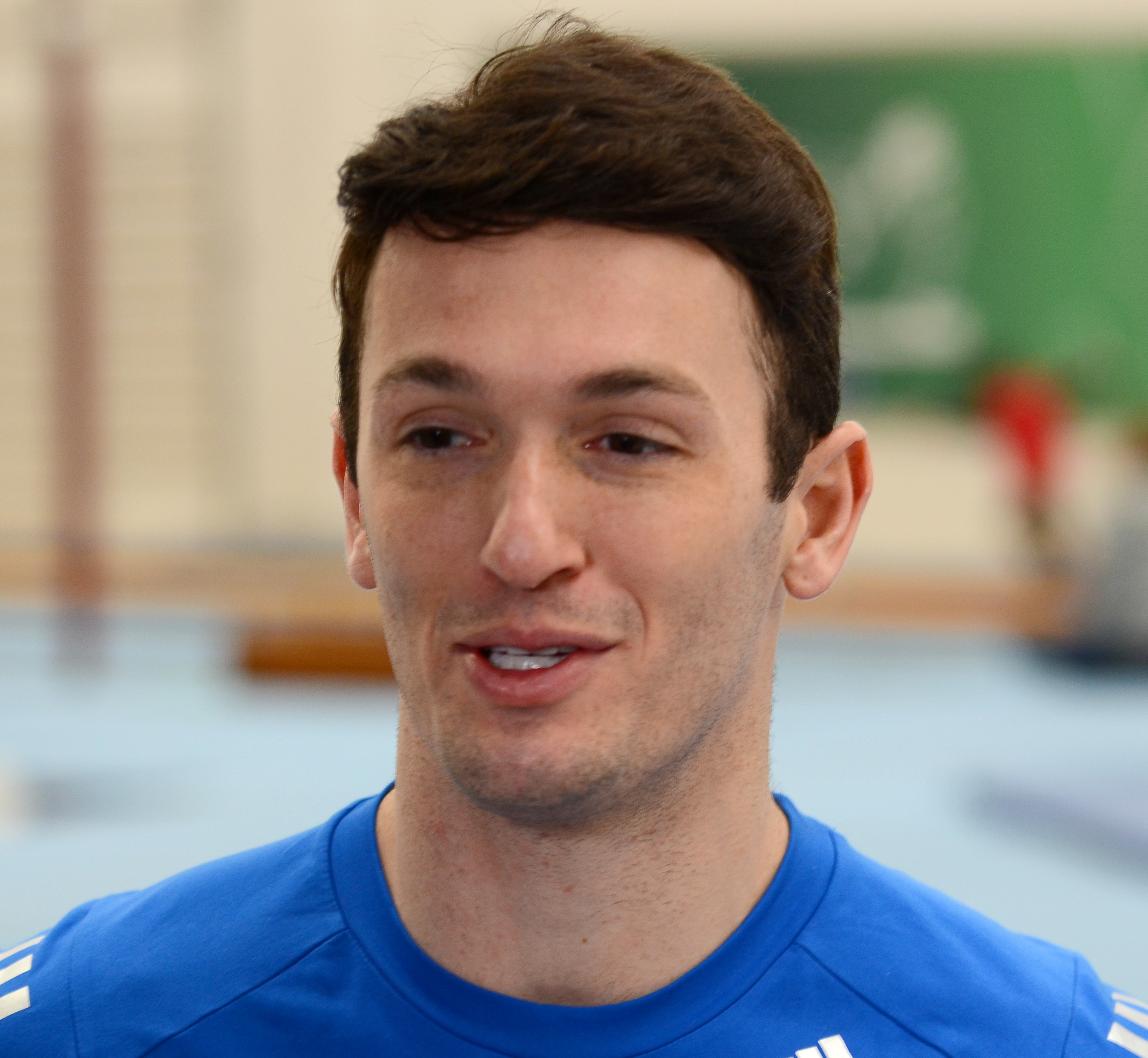
Diego Hypólito

### Anteriores ao século XIX
- 1301 — Príncipe Morikuni, xogum do Japão (m. 1333)
- 1417 — Sigismondo Pandolfo Malatesta, senhor de Rimini (m. 1468)
- 1566 — Jaime VI da Escócia e I de Inglaterra (m. 1625).
- 1606 — James Hamilton, 1.º Duque de Hamilton (m. 1649).
- 1623 — Blaise Pascal, filósofo, físico e matemático francês (m. 1662).
- 1717 — Johann Stamitz, violinista e compositor tcheco (m. 1757).
- 1731 — Joaquim Machado de Castro, escultor português (m. 1822).
- 1749 — Collot d'Herbois, comediante, dramaturgo e político francês (m. 1796).
- 1771 — Joseph Diez Gergonne, matemático e filósofo francês (m. 1859).
- 1764 — José Gervasio Artigas, político e militar uruguaio (m. 1850).
- 1783 — Friedrich Sertürner, químico alemão (m. 1841).
- 1790 — John Gibson, escultor britânico (m. 1866).
- 1792 — Gustav Schwab, escritor alemão (m. 1850).
- 1795 — James Braid, cirurgião escocês (m. 1860).

### Século XIX
- 1824 — Jan Hendrik Weissenbruch, pintor neerlandês (m. 1903).
- 1834 — Charles Haddon Spurgeon, pastor e escritor britânico (m. 1892).
- 1842
  - Walter Bache, pianista e maestro britânico (m. 1888).
  - Carl Zeller, compositor austríaco (m. 1898).
- 1846 — Antonio Abetti, astrônomo italiano (m. 1928).
- 1854
  - Alfredo Catalani, músico italiano (m. 1893).
  - Hjalmar Mellin, matemático finlandês (m. 1933).
- 1851 — Silvanus P. Thompson, físico, engenheiro e acadêmico britânico (m. 1916)
- 1854 — Hjalmar Mellin, matemático finlandês (m. 1933).
- 1856 — Elbert Hubbard, filósofo e escritor estadunidense (m. 1915).
- 1858 — George Alexander, ator e diretor de teatro britânico (m. 1918).
- 1861
  - Douglas Haig, oficial militar britânico (m. 1928).
  - José Rizal, poeta, escritor e revolucionário filipino (m. 1896).
  - Émile Haug, geólogo e paleontólogo francês (m. 1927).
- 1865
  - Alfred Hugenberg, empresário e político alemão (m. 1951).
  - May Whitty, atriz britânica (m. 1948).
- 1869 — Waldemar Jungner, engenheiro e inventor sueco (m. 1924).
- 1871
  - Fritz Hofmann, ginasta, saltador e velocista alemão (m. 1927).
  - Alajos Szokolyi, atleta e médico húngaro (m. 1932).
- 1874 — Peder Oluf Pedersen, engenheiro dinamarquês (m. 1941).
- 1876 — John T. Dillon, ator estadunidense (m. 1937).
- 1877 — Charles Coburn, ator estadunidense (m. 1961).
- 1881 — Edgar Leonard, tenista estadunidense (m. 1948).
- 1884 — Georges Ribemont-Dessaignes, artista e escritor francês (m. 1974).
- 1886 — Dan Edward Garvey, político estadunidense (m. 1974).
- 1893 — Madeleine Astor, socialite estadunidense (m. 1940).
- 1896 — Wallis, Duquesa de Windsor (m. 1986).
- 1897
  - Cyril Norman Hinshelwood, químico britânico (m. 1967).
  - Moe Howard, ator estadunidense (m. 1975).

### Século XX

#### 1901–1950
- 1901 — Raj Chandra Bose, matemático indiano (m. 1987).
- 1902 — Guy Lombardo, maestro e violinista canadense (m. 1977).
- 1903 — Lou Gehrig, jogador de basebol estadunidense (m. 1941).
- 1904 — Alexandre de Maria, futebolista brasileiro (m. 1968).
- 1905 — Eliot Hodgkin, pintor britânico (m. 1987).
- 1906 — Ernst Chain, bioquímico alemão (m. 1979).
- 1907 — Georges de Mestral, engenheiro suíço (m. 1990).
- 1909
  - Osamu Dazai, escritor japonês (m. 1948).
  - Robert Défossé, futebolista francês (m. 1973).
- 1910 — Paul John Flory, químico estadunidense (m. 1985).
- 1914 — Lester Flatt, músico estadunidense (m. 1979).
- 1915 — Julius Schwartz, editor de revistas e quadrinhos estadunidense (m. 2004).
- 1917
  - Joshua Nkomo, político zimbabuense (m. 1999).
  - Aristóbulo Deambrossi, futebolista argentino (m. 1995).
- 1919
  - Gildo de Freitas, cantor e compositor brasileiro (m. 1982).
  - Pauline Kael, crítica de cinema estadunidense (m. 2001).
- 1920 — Guy Lombardo, músico canadense (m. 1977).
- 1921 — Louis Jourdan, ator francês (m. 2015).
- 1922 — Aage Niels Bohr, físico dinamarquês (m. 2009).
- 1923 — Gervásio Baptista, fotojornalista brasileiro (m. 2019).
- 1924 — Raymond Noorda, empresário estadunidense (m. 2006).
- 1926
  - Julio Pérez, futebolista uruguaio (m. 2002).
  - Juan Hohberg, futebolista e treinador de futebol argentino-uruguaio (m. 1996).
  - Arno Mayer, historiador americano (m. 2023).
- 1928
  - Nancy Marchand, atriz estadunidense (m. 2000).
  - Jacques Dupont, ciclista francês (m. 2019).
- 1930
  - Diana Sowle, atriz estadunidense (m. 2018).
  - Boris Pariguin, psicólogo e filósofo russo (m. 2012).
  - Gena Rowlands, atriz estadunidense (m. 2024).
- 1932 — Zózimo, futebolista brasileiro (m. 1977).
- 1933
  - Viktor Patsayev, cosmonauta russo (m. 1971).
  - Otto Barić, futebolista e treinador de futebol croata (m. 2020).
- 1935 — Rodrigo Borja Cevallos, político equatoriano.
- 1937
  - André Glucksmann, filósofo e ensaísta francês (m. 2015).
  - Viktor Mineyev, pentatleta ucraniano (m. 2002).
- 1938 — Wahoo McDaniel, jogador de futebol americano e lutador profissional estadunidense (m. 2002).
- 1941 — Václav Klaus, político tcheco.
- 1942 — Vasco Lourenço, militar português.
- 1944 — Chico Buarque, músico, cantor, compositor, teatrólogo e escritor brasileiro.
- 1945
  - Aung San Suu Kyi, política birmanesa.
  - Radovan Karadžić, político sérvio.
  - Tobias Wolff, escritor estadunidense.
  - Mario Livio, astrofísico romeno-israelense.
  - Luhli, cantora e compositora brasileira (m. 2018).
  - Ismael Fernandes, jornalista e escritor brasileiro (m. 1997).
  - Greil Marcus, escritor, crítico musical e jornalista norte-americano.
- 1947
  - Quim Barreiros, músico português.
  - Salman Rushdie, escritor britânico.
- 1948 — Nick Drake, músico britânico (m. 1974).
- 1949
  - Hassan Shehata, ex-futebolista e treinador de futebol egípcio.
  - Philippe Descola, antropólogo francês.
- 1950 — Ann Wilson, cantora estadunidense.

#### 1951–2000
- 1951
  - Ayman al-Zawahiri, médico e terrorista egípcio (m. 2022).
  - Francesco Moser, ex-ciclista italiano.
- 1952 — Luís Lucas, ator português.
- 1953
  - Sidney Magal, cantor e ator brasileiro.
  - Ken Davitian, ator estadunidense.
- 1954
  - Kathleen Turner, atriz estadunidense.
  - Lou Pearlman, produtor musical estadunidense (m. 2016).
- 1956 — Sergio Fajardo, matemático e político colombiano.
- 1957
  - Subcomandante Marcos, militar mexicano.
  - Albán Vermes, nadador húngaro (m. 2021).
- 1959
  - Anne Hidalgo, política francesa.
  - Christian Wulff, político alemão.
- 1961 — Bidhya Devi Bhandari, política nepalesa.
- 1962
  - Paula Abdul, cantora, atriz e jurada estadunidense.
  - Jeremy Bates, ex-tenista britânico.
  - Pasquale Bruno, ex-futebolista italiano.
- 1963
  - Floribeth Mora Diaz, advogada costarriquenha.
  - Simon Reynolds, jornalista e crítico musical britânico.
- 1964
  - Kevin Schwantz, ex-motociclista estadunidense.
  - Nathalie Gassel, escritora e fotógrafa belga.
  - Boris Johnson, político, escritor e jornalista britânico.
- 1965
  - Ronaldão, ex-futebolista brasileiro.
  - Sadie Frost, atriz e produtora de cinema britânica.
- 1967
  - Mia Sara, atriz estadunidense.
  - Cláudia Cruz, jornalista brasileira.
- 1968
  - Evgeni Shevtchuk, advogado e político moldávio.
  - Paul Bravo, ex-futebolista norte-americano.
- 1969 — Soledad Villamil, atriz e cantora argentina.
- 1970
  - Quincy Watts, ex-atleta estadunidense.
  - Rahul Gandhi, político indiano.
- 1971
  - José Amavisca, ex-futebolista espanhol.
  - Behnam Seraj, ex-futebolista iraniano.
  - Neil Emblen, ex-futebolista e treinador de futebol britânico.
  - Daniele Rodrigues, atriz, escritora e apresentadora brasileira.
  - Jorge Almirón, ex-futebolista e treinador de futebol argentino.
- 1972
  - Brian McBride, ex-futebolista estadunidense.
  - Jean Dujardin, ator francês.
  - Dennis Lyxzén, cantor e compositor sueco.
  - Roberto Mogrovejo, ex-futebolista argentino.
  - Robin Tunney, atriz estadunidense.
- 1973
  - Letícia Spiller, atriz brasileira.
  - Joseph Dosu, ex-futebolista e treinador de futebol nigeriano.
  - Yuko Nakazawa, atriz e cantora japonesa.
- 1974 — Josep María Abarca, jogador de polo aquático espanhol.
- 1975
  - Oksana Chusovitina, ginasta uzbeque-alemã.
  - Poppy Montgomery, atriz australiana.
  - Mohammed Gargo, ex-futebolista ganês.
  - Alexandre Massura, nadador brasileiro.
  - Pedro Munitis, ex-futebolista e treinador de futebol espanhol.
  - Anthony Parker, ex-jogador de basquete estadunidense.
  - Ricky Charles, ex-futebolista granadino.
  - Hugh Dancy, ator britânico.
  - Tarcísio de Freitas, militar, engenheiro e político brasileiro.
- 1976 — Ryan Hurst, ator estadunidense.
- 1977
  - Daniel de Oliveira, ator brasileiro.
  - Veronika Varekova, modelo tcheca.
  - Davi Alcolumbre, político brasileiro.
- 1978
  - Dirk Nowitzki, ex-jogador de basquete alemão.
  - Zoë Saldaña, atriz estadunidense.
  - Mark Matkevich, ator estadunidense.
  - Mía Maestro, atriz e cantora argentina.
- 1979 — Kléberson, ex-futebolista brasileiro.
- 1980
  - Dany Grace, cantora brasileira.
  - Lauren Lee Smith, atriz canadense.
  - Sean Rosenthal, jogador de vôlei de praia norte-americano.
- 1982
  - Chris Vermeulen, motociclista australiano.
  - Joe Cheng, ator e cantor taiwanês.
  - Guilherme Boulos, professor, ativista, escritor e político brasileiro.
  - Diana Munz, nadadora estadunidense.
  - Guillaume Patry, jogador profissional canadense.
- 1983
  - Aidan Turner, ator irlandês.
  - Macklemore, rapper estadunidense.
- 1984
  - Paul Dano, ator estadunidense.
  - Luiz Felipe Fonteles, jogador de vôlei brasileiro.
  - Juliano Enrico, apresentador, ator e humorista brasileiro.
  - Mateus Galiano, futebolista angolano.
- 1985 — Filipe Ret, rapper brasileiro.
- 1986
  - Diego Hypólito, ex-ginasta brasileiro.
  - Renan Garcia, futebolista brasileiro.
  - Leandro Amaro, futebolista brasileiro.
  - Christian Pouga, ex-futebolista camaronês.
  - Ragnar Sigurðsson, ex-futebolista islandês.
- 1987
  - Stephany Brito, atriz brasileira.
  - Joaquín Boghossian, futebolista uruguaio.
- 1988 — Aloísio, ex-futebolista brasileiro.
- 1989
  - Juhani Ojala, futebolista finlandês.
  - Chen Peina, velejadora chinesa.
  - Abdelaziz Barrada, futebolista franco-marroquino (m. 2024).
  - Giacomo Gianniotti, ator ítalo-canadense.
- 1990
  - Ksenia Lykina, tenista russa.
  - Henri Kontinen, tenista finlandês.
- 1991 — Andrej Kramarić, futebolista croata.
- 1992
  - Carlos Ascues, futebolista peruano.
  - Dylan Playfair, ator canadense.
- 1993 — KSI, influenciador, pugilista e músico britânico.
- 1994
  - Brittany Elmslie, ex-nadadora australiana.
  - Lucas Crispim, futebolista brasileiro.
- 1995
  - Blake Woodruff, ator estadunidense.
  - Raphael Veiga, futebolista brasileiro.
  - Dylan Bronn, futebolista tunisiano.
  - Aleksandr Krasnykh, nadador russo.
- 1996
  - Priscilla, apresentadora e cantora brasileira.
  - Larisa Iordache, ginasta romena.
  - Bruno Montaleone, ator brasileiro.
  - Lorenzo Pellegrini, futebolista italiano.
  - Charles, futebolista brasileiro.
- 1997
  - Sheyi Ojo, futebolista britânico.
  - Ayrton Lucas, futebolista brasileiro.
- 1998
  - José Luis Rodríguez, futebolista panamenho.
  - Atticus Shaffer, ator estadunidense.
- 1999 — Jessica Alexander, atriz inglesa.
- 2000 — Matheus Felipe Magalhães Moraes, futebolista brasileiro.

### Século XXI
- 2001 — Ava Cantrell, atriz e dançarina norte-americana.
- 2002
  - Nuno Mendes, futebolista português.
  - Efraín Álvarez, futebolista estadunidense.
- 2004 — Millie Gibson, atriz britânica.
- 2006 — Duda Wendling, atriz brasileira.

## Mortes

### Anteriores ao século XIX
- 0405 — Moisés, o Negro, religioso etíope (n. 330).
- 1027 — Romualdo de Ravena, fundador da Ordem dos Camaldulenses (n. 956).
- 1312 — Piers Gaveston, Conde da Cornualha (n. 1284).
- 1567 — Ana de Brandemburgo, Duquesa de Mecklemburgo (n. 1507).
- 1617 — António Pinheiro, compositor português (n. 1550)
- 1787 — Sofia Helena Beatriz de França (n. 1786).

### Século XIX
- 1867 — Maximiliano do México (n. 1832).
- 1884 — Adrian Ludwig Richter, pintor e água-fortista alemão (n. 1803).

### Século XX
- 1902 — Alberto da Saxônia (n. 1828).
- 1918 — Francesco Baracca, conde e aviador italiano (n. 1888).
- 1924 — Adolphus William Ward, historiador e intelectual britânico (n. 1837).
- 1937 — J. M. Barrie, escritor britânico (n. 1860).
- 1956 — Thomas John Watson, empresário estadunidense (n. 1874).
- 1964 — Hans Moser, ator austríaco (n. 1880).
- 1965 — Franz Kruckenberg, engenheiro alemão (n. 1882).
- 1974 — Jean Wahl, filósofo francês (n. 1888).
- 1978 — Ipojucã Lins de Araújo, futebolista brasileiro (n. 1926).
- 1991 — Jean Arthur, atriz estadunidense (n. 1900).
- 1992 — Kathleen McKane Godfree, tenista e jogadora de badminton britânica (n. 1896).
- 1993 — William Golding, escritor, dramaturgo e poeta britânico (n. 1911).
- 1995 — Peter Townsend, militar e aviador britânico (n. 1914).
- 2000 — Noboru Takeshita, político japonês (n. 1924).

### Século XXI
- 2004 — Óscar Bento Ribas, escritor e etnólogo angolano (n. 1909).
- 2008 — Girsz Aronson, empresário brasileiro (n. 1917).
- 2009 — Red Boucher, político estadunidense (n. 1921).
- 2010
  - Carlos Monsiváis, escritor e jornalista mexicano (n. 1938).
  - Manute Bol, jogador de basquete sudanês (n. 1962).
- 2011 — Otto Gottlieb, químico, pesquisador e professor universitário tcheco-brasileiro (n. 1920).
- 2013 — James Gandolfini, ator estadunidense (n. 1961).
- 2014 — Ibrahim Touré, futebolista marfinense (n. 1985).
- 2016 — Anton Viktorovich Yelchin, ator russo (n. 1989).
- 2017 — Tony DiCicco, futebolista e treinador de futebol norte-americano (n. 1948).
- 2018 — Sergio Gonella, árbitro de futebol italiano (n. 1933).
- 2019 — Rubens Ewald Filho, jornalista, crítico de cinema, apresentador, ator, cineasta e diretor teatral brasileiro (n. 1945).
- 2024 — Chrystian, cantor e compositor brasileiro (n. 1956).
- 2025 — Francisco Cuoco, ator brasileiro (n. 1933).

## Feriados e eventos cíclicos

### Cristianismo
- Abgar V de Edessa
- Elena Aiello
- Gervásio e Protásio
- Jó de Moscou
- João Maximovich
- Maria Rosa Flesch
- Nazário e Celso
- Romualdo de Ravena

### Brasil
- Aniversário do município de Ribeirão Preto, São Paulo.
- Dia Nacional do Migrante.
- Dia Nacional do Luto.
- Dia do Cinema Brasileiro.

### Internacional
- Dia Internacional para a Eliminação da Violência Sexual em Conflitos
- Dia Mundial de Conscientização sobre a Doença Falciforme

## Outros calendários
- No calendário romano era o 13.º dia (XIII) antes das calendas de julho.
- No calendário litúrgico tem a letra dominical B para o dia da semana.
- No calendário gregoriano a epacta do dia é viii.